# Рунге (лунный кратер)
Кратер Рунге (лат. Runge) — крупный ударный кратер в центральной части Моря Смита на видимой стороне Луны. Название присвоено в честь немецкого физика и математика Карла Рунге и утверждено Международным астрономическим союзом в 1973 г. 

## Описание кратера

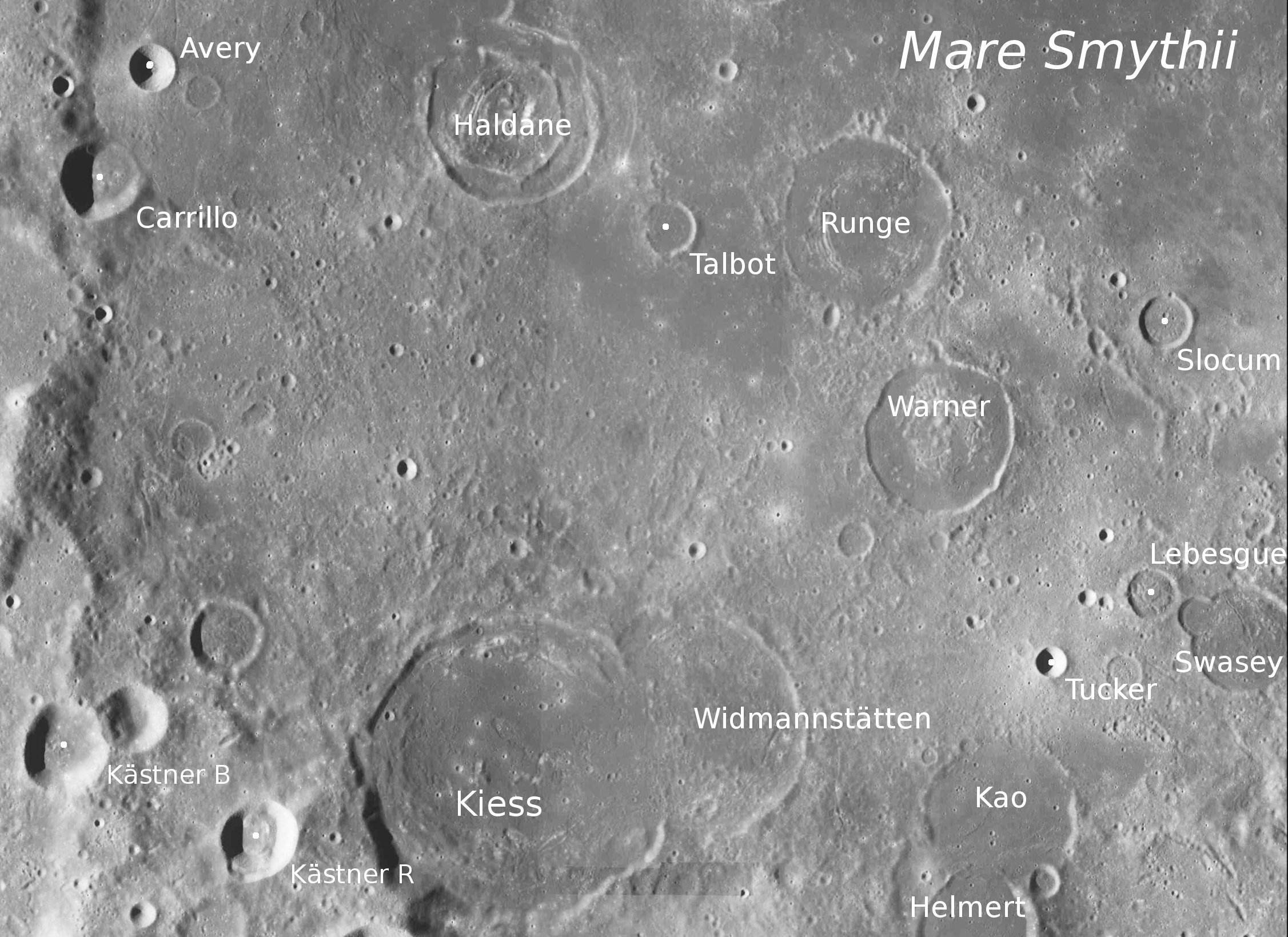
Окрестности кратера Рунге. Снимок зонда Lunar Reconnaissance Orbiter.

Ближайшими соседями кратера Рунге являются кратер Тальбот на западе; кратер Пик на севере; кратер Слокум на востоке-юго-востоке и кратер Уорнер на юге-юго-востоке. На северо-востоке от кратера расположены гряды Дана. Селенографические координаты центра кратера 2°26′ ю. ш. 86°49′ в. д. / 2,43° ю. ш. 86,81° в. д., диаметр 39,0 км.
Кратер Рунге полностью затоплен базальтовой лавой над поверхностью которой выступает лишь узкая вершина вала циркулярной формы. Вал имеет многочисленные разрывы и отмечен множеством мелких кратеров. В чаше кратера располагаются остатки меньшего кольца из нескольких концентрических хребтов. Двойной вал нехарактерен для кратеров данного размера и по всей вероятности меньшее кольцо представляет собой остатки другого кратера. 

## Сателлитные кратеры
Отсутствуют.

## См.также
- Список кратеров на Луне
- Лунный кратер
- Морфологический каталог кратеров Луны
- Планетная номенклатура
- Селенография
- Минералогия Луны
- Геология Луны
- Поздняя тяжёлая бомбардировка